# Amaliendorf-Aalfang
Amaliendorf-Aalfang ist eine Marktgemeinde mit 1095 Einwohnern (Stand 1. Jänner 2025) im Bezirk Gmünd in Niederösterreich.

## Geografie
Amaliendorf-Aalfang liegt im Waldviertel in Niederösterreich. Die Fläche der Marktgemeinde umfasst 8,04 km², 41,38 % der Fläche sind bewaldet.
Amaliendorf-Aalfang ist eine Streusiedlung mit einem ausgedehnten Wegenetz. Die Siedlung liegt inmitten großer Wälder im nordwestlichen Waldviertel. Entscheidend für den Lebensraum ist die Einbettung in die Granitzone der „Böhmischen Masse“. Es handelt sich um ein ehemaliges Gebirge, das während der Variskischen Gebirgsbildung vor rund 350 Mio. Jahren entstand und später zu einer Rumpflandschaft abgetragen wurde.
Granit prägt in vielfacher Weise die Natur- und Kulturlandschaft von Amaliendorf-Aalfang. Wirtschaftlich wird der Aalfanger Granit in zwei Steinbrüchen abgebaut. Durch Wollsackverwitterung kommen an vielen Stellen riesige Granitblöcke zutage und bilden bizarre Felsformen, wie den berühmten Wackelstein von Amaliendorf, der jedoch bereits in der Gemeinde Schrems liegt, oder die sog. Bichl, d. h. Felshügel, die inmitten der Feldflur kleinräumig auftreten und meist mit Birken und Föhren bestandene, trockene edaphische Standorte bilden. Granit zerfällt grusig und neigt bei hohen Niederschlägen zur Bildung von Sauren Braunerden bis hin zu den landwirtschaftlich nicht nutzbaren Podsolböden. Die späte Besiedlung dieses Raumes hängt damit entscheidend zusammen.

### Gemeindegliederung
Das Gemeindegebiet umfasst folgende drei Ortschaften (in Klammern Einwohnerzahl Stand 1. Jänner 2025):
- Aalfang (369) samt Oberaalfang und Unteraalfang
- Amaliendorf (691)
- Falkendorf (35)

Die Gemeinde besteht aus den Katastralgemeinden Aalfang, Amaliendorf und Falkendorf.
Amaliendorf-Aalfang ist eine Mitgliedsgemeinde der Kleinregion Waldviertler StadtLand.

### Nachbargemeinden
|         |                                             | Heidenreichstein |
|         | Kompassrose, die auf Nachbargemeinden zeigt |                  |
| Schrems |                                             |                  |

## Geschichte
Die Gemeinde besteht aus drei Ortsteilen mit unterschiedlichem Alter:
- dem im Tal der Braunau und des Romaubachs gelegenen Aalfang, das 1627 genannt wurde (Wehre von Alennfang),[3]
- dem am Hang des Machoberges gelegenen Ortsteil Falkendorf, der um 1730 von der Herrschaft Falkenhayn in Schrems angelegt wurde und
- dem 1799 von Graf Strassoldo, dem Besitzer der Herrschaft Schwarzenau, gegründeten Amaliendorf.[4]

1627 wurden die „Wehre von Alennfang“ erstmals erwähnt. Sie wurden nach dem Zusammenfluss von Braunau und Romau als Aufstau errichtet und dienten damals dem Fang der Aale, welche die Elbe aufwärts bis hierher vorstießen. Noch bis ins 19. Jahrhundert waren für Aalfang auch die Schreibweisen Eilfang und Ailfang üblich.
Erzherzogin Maria Amalia von Österreich war die Namenspatronin des 1799 von Graf Vinzenz von Strassoldo, ihrem Obrist-Hofmeister, gegründeten Orts Amaliendorf.
Am 25. August 1968 wurden Amaliendorf und Aalfang zusammengelegt. Am 28. Jänner 1999 erfolgte die Erhebung zur Marktgemeinde.

### Einwohnerentwicklung
Nach einem Rückgang der Einwohnerzahl hat sich diese seit 1981 stabilisiert. Der Grund dafür ist, dass die Abwanderung gestoppt werden konnte, seit 1991 gibt es sogar eine positive Wanderungsbilanz. Die Geburtenbilanz ist jedoch negativ.
| Amaliendorf-Aalfang: Einwohnerzahlen von 1869 bis 2025 | Amaliendorf-Aalfang: Einwohnerzahlen von 1869 bis 2025 | Amaliendorf-Aalfang: Einwohnerzahlen von 1869 bis 2025 | Amaliendorf-Aalfang: Einwohnerzahlen von 1869 bis 2025 | Amaliendorf-Aalfang: Einwohnerzahlen von 1869 bis 2025 |
| ------------------------------------------------------ | ------------------------------------------------------ | ------------------------------------------------------ | ------------------------------------------------------ | ------------------------------------------------------ |
| Jahr                                                   |                                                        |                                                        |                                                        | Einwohner                                              |
| 1869                                                   | 1869                                                   |                                                        | 2.000                                                  | 2.000                                                  |
| 1880                                                   | 1880                                                   |                                                        | 1.951                                                  | 1.951                                                  |
| 1890                                                   | 1890                                                   |                                                        | 1.913                                                  | 1.913                                                  |
| 1900                                                   | 1900                                                   |                                                        | 2.082                                                  | 2.082                                                  |
| 1910                                                   | 1910                                                   |                                                        | 2.176                                                  | 2.176                                                  |
| 1923                                                   | 1923                                                   |                                                        | 1.743                                                  | 1.743                                                  |
| 1934                                                   | 1934                                                   |                                                        | 1.650                                                  | 1.650                                                  |
| 1939                                                   | 1939                                                   |                                                        | 1.624                                                  | 1.624                                                  |
| 1951                                                   | 1951                                                   |                                                        | 1.478                                                  | 1.478                                                  |
| 1961                                                   | 1961                                                   |                                                        | 1.322                                                  | 1.322                                                  |
| 1971                                                   | 1971                                                   |                                                        | 1.371                                                  | 1.371                                                  |
| 1981                                                   | 1981                                                   |                                                        | 1.201                                                  | 1.201                                                  |
| 1991                                                   | 1991                                                   |                                                        | 1.146                                                  | 1.146                                                  |
| 2001                                                   | 2001                                                   |                                                        | 1.158                                                  | 1.158                                                  |
| 2011                                                   | 2011                                                   |                                                        | 1.131                                                  | 1.131                                                  |
| 2021                                                   | 2021                                                   |                                                        | 1.110                                                  | 1.110                                                  |
| 2025                                                   | 2025                                                   |                                                        | 1.095                                                  | 1.095                                                  |
| Quelle(n): Statistik Austria, Gebietsstand 1.1.2021    |                                                        |                                                        |                                                        |                                                        |

## Kultur und Sehenswürdigkeiten

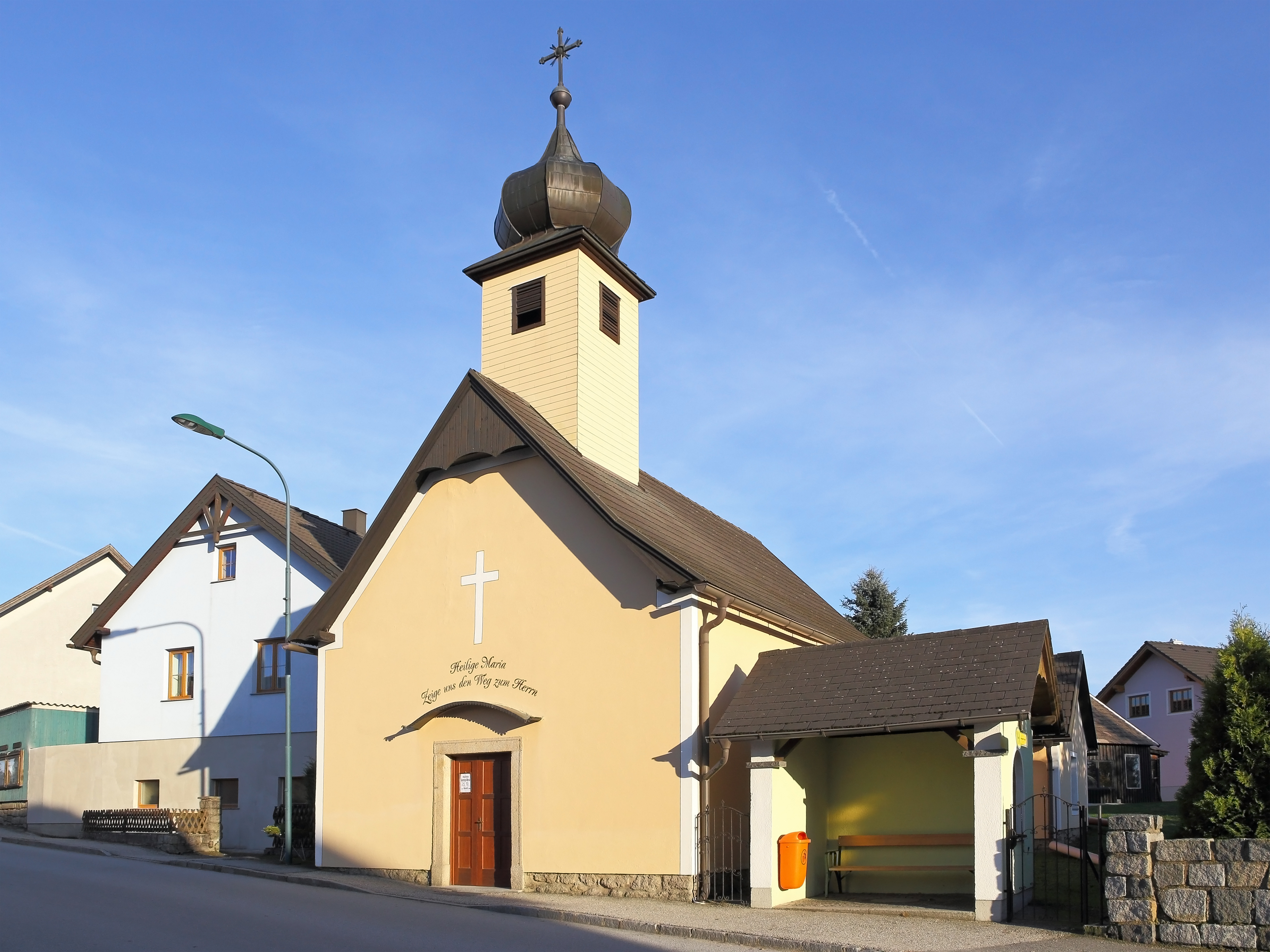
Ortskapelle zur Himmelfahrt Unserer Lieben Frau in Amaliendorf

- An der Durchfahrtsstraße in Amaliendorf steht die 1818 erbaute Ortskapelle zur Himmelfahrt Unserer Lieben Frau.
- Im Ortsteil Wielandsberg befindet sich eine Wegkapelle aus dem Jahr 1857 (Dumsermarterl[7]).
- Der bereits zur Gemeinde Schrems gehörende Wackelstein im Schremser Wald liegt nur 650 m von Amaliendorf entfernt.

### Sport
- Der 1932 gegründete Fußballverein SC Amaliendorf spielte nach dem Abstieg in der Saison 2006/07 aus der Landesliga Niederösterreich wieder in der 2. Landesliga West.
- Der Tennisklub Amaliendorf-Aalfang wurde im Herbst 1998 gegründet. Seit 1999 nimmt er erfolgreich an der Meisterschaft des Niederösterreichischen Tennisverbands (Kreis Nordwest) teil.

## Wirtschaft und Infrastruktur

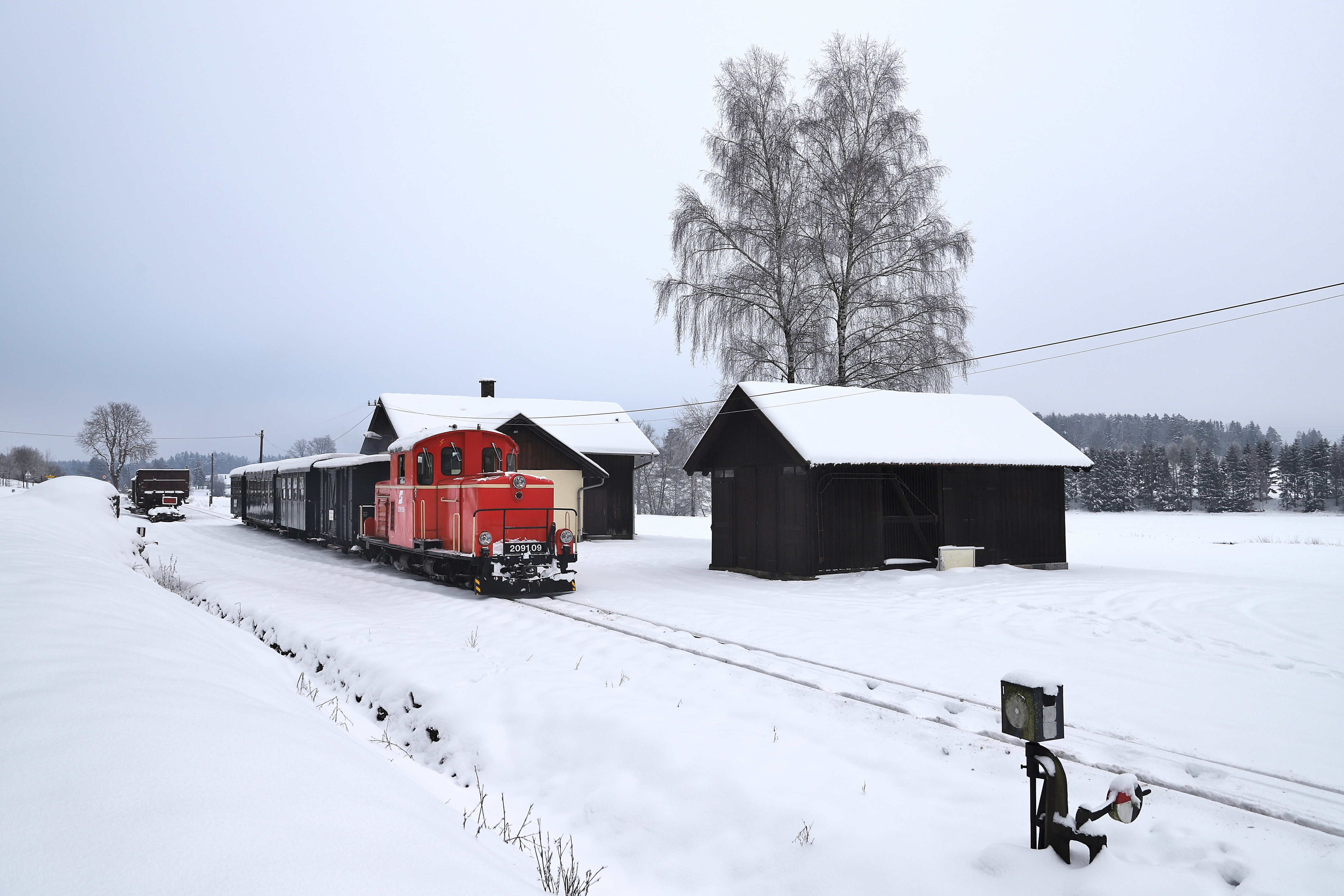
Die nunmehr als Museumsbahnhof betriebene Station der Schmalspurbahn

Im Jahr 2001 gab es 40 nichtlandwirtschaftliche Arbeitsstätten und 15 land- und forstwirtschaftliche Betriebe nach der Erhebung 1999. Es gab 481 Erwerbstätigen am Wohnort gemäß der Volkszählung 2001. Die Erwerbsquote lag 2001 bei 41,88 %.

### Verkehr
In Aalfang befindet sich eine Station der Waldviertler Schmalspurbahnen.

### Gesundheit
In der Gemeinde ordiniert ein praktischer Arzt.

### Bildung
Ein Kindergarten und eine Volksschule ermöglichen den Jüngsten in der Gemeinde den Einstieg in die Bildung.

## Politik

### Gemeinderat
Der Gemeinderat hat 19 Mitglieder. Seit 1990 ergab sich nach den Gemeinderatswahlen jeweils folgende Sitzverteilung:

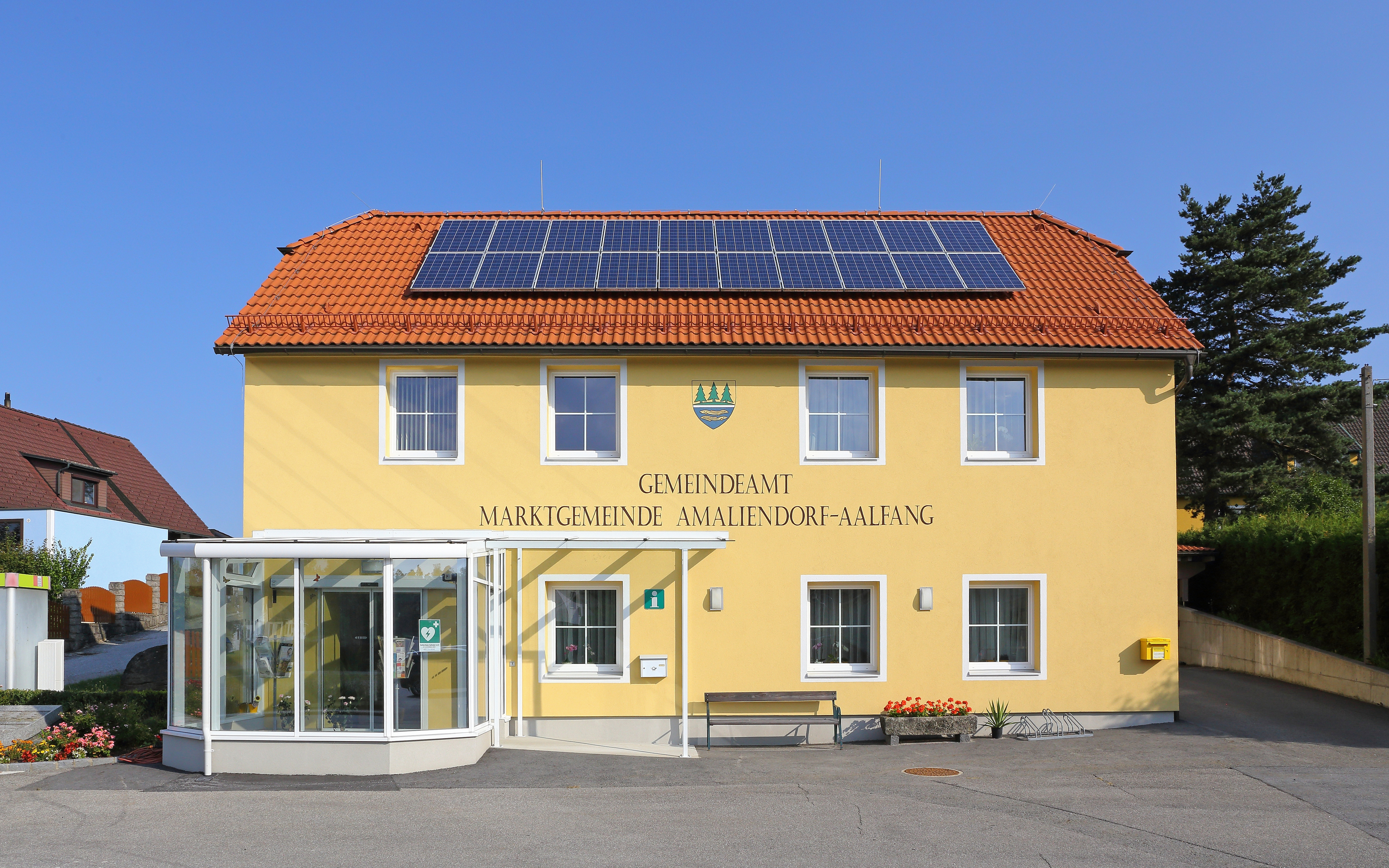
Gemeindeamt Amaliendorf-Aalfang

| Partei / Liste | 1990 | 1995 | 2000 | 2005 | 2010 | 2015 | 2020 | 2025 |
| SPÖ            | 13   | 12   | 13   | 14   | 12   | 12   | 12   | 9    |
| ÖVP            | 6    | 3    | 4    | 5    | 7    | 4    | 5    | 3    |
| FPÖ            | –    | 3    | 1    | –    | –    | 3    | 2    | 7    |
| Grüne          | –    | 1    | 1    | –    | –    | –    | –    | -    |

### Bürgermeister

#### Von Amaliendorf
- 1850–1864 Nikolaus Mossier
- 1865–1866 Johann Graf (Wirtschaftsbesitzer)
- 1867–1868 Jacob Kiefl (Kleinhäusler)
- 1869–1870 Lorenz Grünauer (Gastwirt)
- 1870–1874 Johann Graf (Drechsler)
- 1874–1885 Vincenz Rosenauer (Hausbesitzer)
- 1885–1895 Vincenz Weinberger (Gastwirt)
- 1895–1897 Franz Schober (Fleischhauer)
- 1898–1918 Karl Zach (Hausbesitzer)
- 1919–1920 Anton Bruckner (Hausbesitzer)
- 1921–1925 Adolf Zach (Tischler)
- 1926–1928 Johann Parnigoni (Polier)
- 1929–1934 Ignaz Schwarzbier (Kaufmann)
- 1934–1938 Adolf Zach (Tischler)
- 1938–8.4.1945 Josef Anibas (Gastwirt)
- 9.4.–3.12.1945 Ludwig Eschelmüller und Adolf Fried
- 4.12.1945–1959 Alois Schwarzbier
- 1959–1980 Josef Rosenauer

#### Von Amaliendorf-Aalfang
- 1959–1980 Josef Rosenauer
- 1980–1990 Rudolf Moser
- 1990–? Lothar Ebhart[17]
- bis 2015 Karl Prohaska (SPÖ)
- 2015–2024 Gerald Schindl (SPÖ)[18]
- seit 2024 Claudia Allram (SPÖ)

## Persönlichkeiten
- Ernest Gabmann (* 1949), Politiker (ÖVP)
- Robert Rada (1949–2016), Landesschulinspektor und Politiker (SPÖ)
- Anja Scherzer (* 1996), Politikerin (FPÖ), Landtagsabgeordnete, Vizebürgermeisterin
- Laura Kamhuber (* 1999), Sängerin